# Кватро Кастела (Ређо Емилија)
Кватро Кастела (итал. Quattro Castella) је насеље у Италији у округу Ређо Емилија, региону Емилија-Ромања.
Према процени из 2011. у насељу је живело 2800 становника. Насеље се налази на надморској висини од 167 м.

## Становништво
| 1931. | 1936. | 1951. | 1961. | 1971. | 1981. | 1991. | 2001.  | 2011.  |
| ----- | ----- | ----- | ----- | ----- | ----- | ----- | ------ | ------ |
| 6.862 | 6.624 | 6.562 | 5.877 | 6.347 | 8.332 | 9.515 | 11.204 | 12.909 |